# Birger Simonsson
Birger Jörgen Simonsson (ur. 3 marca 1883, Uddevalla, zm. 11 października 1938, Sztokholm) – szwedzki malarz i rysownik, założyciel i przewodniczący ugrupowania De Unga (1907–1911). Profesor katedry malarstwa pejzażowego w Konsthögskolan w Sztokholmie (1931–1938).

## Biografia i twórczość
Birger Jörgen Simonsson urodził się jako syn kupca Johana Antona Simonssona i Marii Reginy Christiny Widerberg. Stosunkowo skromne warunki, w jakich się wychowywał, sprawiały, że początkowo nie myślał o wyborze zawodu artysty. Po zdaniu matury w 1902 roku pracował przez rok na kolei, a następnie rozpoczął studia na Uniwersytecie w Lund. Ze studiów skorzystał niewiele, owocna za to okazała się dla niego obecność w kręgach skupionych wokół Bengta Lidforssa i Vilhelma Ekelunda. Wrażenia, jakich wówczas doznał, okazały się decydujące dla jego dalszej drogi życiowej. W liście do siostry Gurli, napisanym wiosną 1904 roku, poinformował ją o swojej decyzji zostania malarzem: „czas zaprzeczania samemu sobie minął!”. W czasie pobytu w Lund zainteresował się poezją, przede wszystkim poezją Ekelunda, z którą czuł głęboki związek. Zamierzając zdobyć wykształcenie artystyczne wyjechał do Kopenhagi, gdzie pod kierunkiem Henrika Grönvolda uczył się rysunku szkicując gipsowe odlewy antycznych rzeźb. Poznał w tym czasie kilku norweskich artystów, którzy przekonali go, aby rozpocząć naukę w szkole malarskiej Kristiana Zahrtmanna. Znajomość z jednym z Norwegów, Henrikiem Sørensenem, przerodziła się w przyjaźń, która miała trwać przez całe życie i dotyczyć zarówno pracy, jak i wspólnych podróży i wspólnego, artystycznego punktu widzenia. Jesienią 1905 roku Simonsson udał się do Sztokholmu, żeby wziąć udział w zajęciach prowadzonych przez trzecią szkołę malarską związku artystów Konstnärsförbundet, Sørensen natomiast wyjechał do Paryża. Wkrótce w jego ślady miał podążyć i Simonsson, niezadowolony z kierunku, w jakim zmierzała działalność szkoły Konstnärsförbundet.
Simonsson przyjechał do Paryża w 1906 roku i razem z Sørensenem rozpoczął studia w Akademii Colarossiego. W Paryżu zetknął się po raz pierwszy ze sztuką van Gogha, Cézanne’a i Henriego Matisse’a. Jesienią 1907 roku, po powrocie do Sztokholmu, wystąpił z inicjatywą zorganizowania stowarzyszenia młodych artystów, De Unga. Konstnärsförbundet zamknął swoją trzecią szkołę w 1908 roku, ponieważ w tym okresie wielu młodych szwedzkich artystów wolało wyjeżdżać do Paryża, który był dla nich źródłem nowych prądów artystycznych; dodatkowym czynnikiem, który ich przyciągał, były francuskie muzea i znajdujące się w nich bogate zbiory sztuki.
W latach 1906–1912 Simonsson mieszkał na przemian w Szwecji, Norwegii i Francji. W Paryżu, idąc w ślady wielu artystów szwedzkich i norweskich, wstąpił do nowo otwartej szkoły malarskiej prowadzonej przez Henriego Matisse’a; był jej uczniem w latach 1909–1910. Porównując twórczość van Gogha i Matisse’a zauważył w liście z 1909 roku:

To [malarstwo van Gogha] jest najpiękniejsza rzecz , jaką widziałem. Matisse to bóg olimpijski, ale van Gogh z pewnością bardziej nam odpowiada.

Simonsson niewiele skorzystał na sztuce Matisse’a pozostając raczej zwolennikiem impresjonizmu i klasycznego, francuskiego zmysłu „la belle matière”.
W Szwecji stowarzyszenie De Unga, któremu Simonsson przewodniczył, zorganizowało w latach 1909–1911 trzy wystawy, ocenione jako modernistyczny przełom w sztuce szwedzkiej. Większość czasu w tym okresie artysta poświęcał malowaniu na własną rękę, często w towarzystwie Sørensena. Razem z nim odbył na przełomie 1911/12 roku podróż studialną do Niemiec, Włoch i Francji. Włochy jednak rozczarowały go, ich krajobraz wydał mu się nudny, a zbiory sztuki gorsze od tych w Starej Pinakotece w Monachium. W swoich listach wspominał artystów, których podziwiał: Tycjana, Tintoretta, Rubensa, Rembrandta i El Greca. W paryskich muzeach, na wystawach i w zbiorach prywatnych zainteresowała go zwłaszcza sztuka dawna.

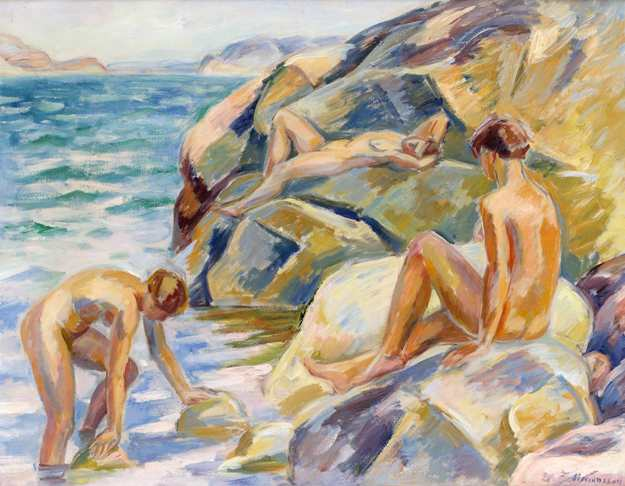
Kąpiący się, 1937

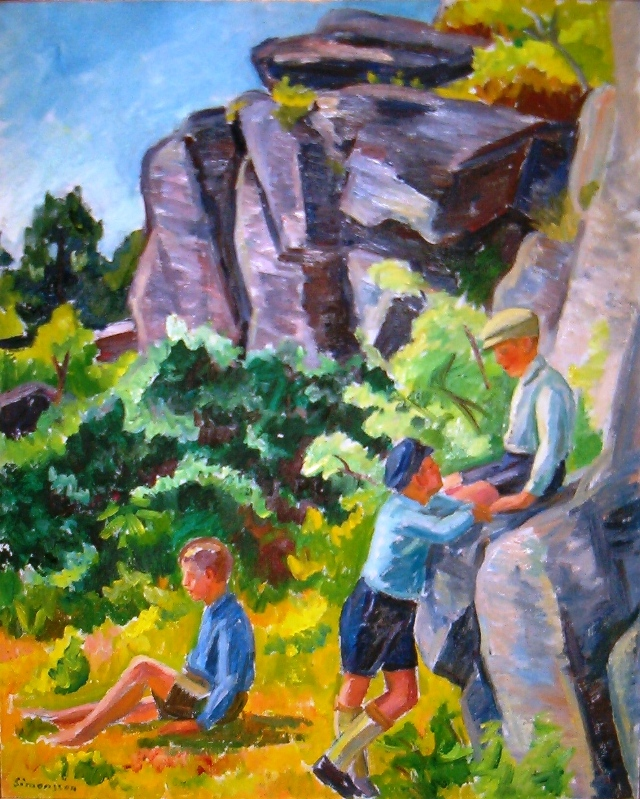
Chłopcy

Jesienią 1912 roku podjął decyzję o osiedleniu się w Szwecji. Wybór jego padł na Göteborg. Stowarzyszenie De Unga zostało rozwiązane w 1911 roku, a w Göteborgu działała artystka i mecenas sztuki Charlotte Mannheimer, wspierająca młodych artystów i pośrednicząca w kontaktach między nimi, a zamożnymi rodzinami, zainteresowanymi zakupem dzieł sztuki. Mannheimer pomogła Simonssonowi w przeprowadzce do Szwecji. Wiosną 1913 roku Simonsson wraz z Sigfridem Ullmanem i Göstą Sandelsem wziął udział w wystawie w Göteborgu, zakończonej sukcesem. 10 lipca 1915 roku w Sztokholmie ożenił się z artystką Ingrid Emerence Marią Gustafsson. Oboje wraz z Sandelsem mieszkali w latach 1914–1916 w Kungälv w regionie Västra Götaland. W karierze artystycznej Simonssona nastąpił okres stabilizacji. Artysta zaczął wypracowywać własny styl, stanowiący syntezę dokonań realistycznego malarstwa plenerowego, impresjonizmu i stylu wczesnego Matisse’a.
W 1916 roku Simonsson przeprowadził się do Göteborga, gdzie przez 3 lata był nauczycielem w szkole malarskiej Valand. Sezony letnie spędzał w Bohuslän, a zwłaszcza w Fiskebäckskil. W tym czasie namalował wiele portretów kobiet i dzieci. W niektórych z nich uwidoczniły się wpływy Karla Nordströma, który był przez pewien czas jego nauczycielem w szkole Konstnärsförbundet i z którym Simonsson utrzymywał ożywiony kontakt intelektualny.
Jesienią 1919 roku, po zakończeniu działalności w Valand artysta przeprowadził się z rodziną do Paryża, gdzie mieszkał 7 lat. W tym czasie regularnie uczestniczył w wystawach w Göteborgu i Sztokholmie. Inspiracją dla malarstwa pejzażowego Simonssona stały się krajobrazy Francji, zachodniego wybrzeża Szwecji i regionu Telemark w Norwegii. W 1927 roku powrócił do Szwecji, osiadając w Sztokholmie. W tym samym roku wziął udział w wystawie w galerii szwedzko-francuskiej. Krytycy bardzo pozytywnie ocenili jego twórczość, podkreślając jej artystyczny rozwój, indywidualność i dojrzałość. Pomimo powodzenia artysta miał trudności w zaaklimatyzowaniu się w Sztokholmie, czuł się samotny i odizolowany. Na przełomie lat 20. i 30. wziął udział w trzech dużych wystawach: w 1927 roku w Liljevalchs konsthall w Sztokholmie, w 1928 w Oslo i w 1931 w Kopenhadze. W swoim malarstwie tego okresu szczególną uwagę poświęcał zagadnieniu równowagi pomiędzy barwami ciepłymi a zimnymi.
W 1930 roku Simonsson został wybrany w poczet członków Konsthögskolan. W roku następnym objął katedrę malarstwa pejzażowego na tej uczelni, którą to funkcję pełnił aż do swej śmierci w 1938 roku.

## Wystawy
- 1911 – razem z De Unga
- 1912 – Salon Joël, Sztokholm, (razem z De åtta)
- 1912 – Oslo
- 1916 – Konstnärsfornundets utställning, Liljevalchs konsthall, Sztokholm
- 1916 – Moderne svensk Kunst, Den frie Udstillings Bygning, Kopenhaga
- 1916 – Yngre svenska konstnärer, Den frie Udstillings Bygning, Kopenhaga
- 1922 – „Falangens” utställning, Liljevalchs konsthall, Sztokholm
- 1924 – Svensk-franska konstgalleriet, Sztokholm
- 1921 – Höstutställning, Den frie Udstillings Bygning, Kopenhaga
- 1923 – „Nordisk konst”, Göteborg
- 1925 – „Falangens” utställning, Liljevalchs konsthall, Sztokholm
- 1925–1926 Sveriges almänna konstförenings salonger, Sztokholm
- 1927 – Unionalens utställning
- 1927 – Svensk-franska konstgalleriet, Sztokholm
- 1932 – Sveriges almänna konstförenings salonger, Sztokholm
- 1936 – Sveriges almänna konstförenings salonger, Sztokholm
- 1938 – Svensk-franska konstgalleriet, Sztokholm
- 1929 – Konsthallet, Göteborg
- 1930 – Szwedzka Królewska Akademia Sztuki
- 1939 – Szwedzka Królewska Akademia Sztuki (wystawa poświęcona pamięci artysty)
- 1939 – Konsthallen, Göteborg (wystawa poświęcona pamięci artysty)
- 1956 – Konsthallen, Göteborg (wystawa poświęcona pamięci artysty)[5]

## Zbiory
Obrazy Simonssona znajdują się w zbiorach Moderna Museet w Sztokholmie, Göteborgs konstmuseum, Norrköpings konstmuseum, Göteborgs nation w Uppsali oraz w muzeach Gävle, Örebro, Sandviken i Ystad.